# 舷侧

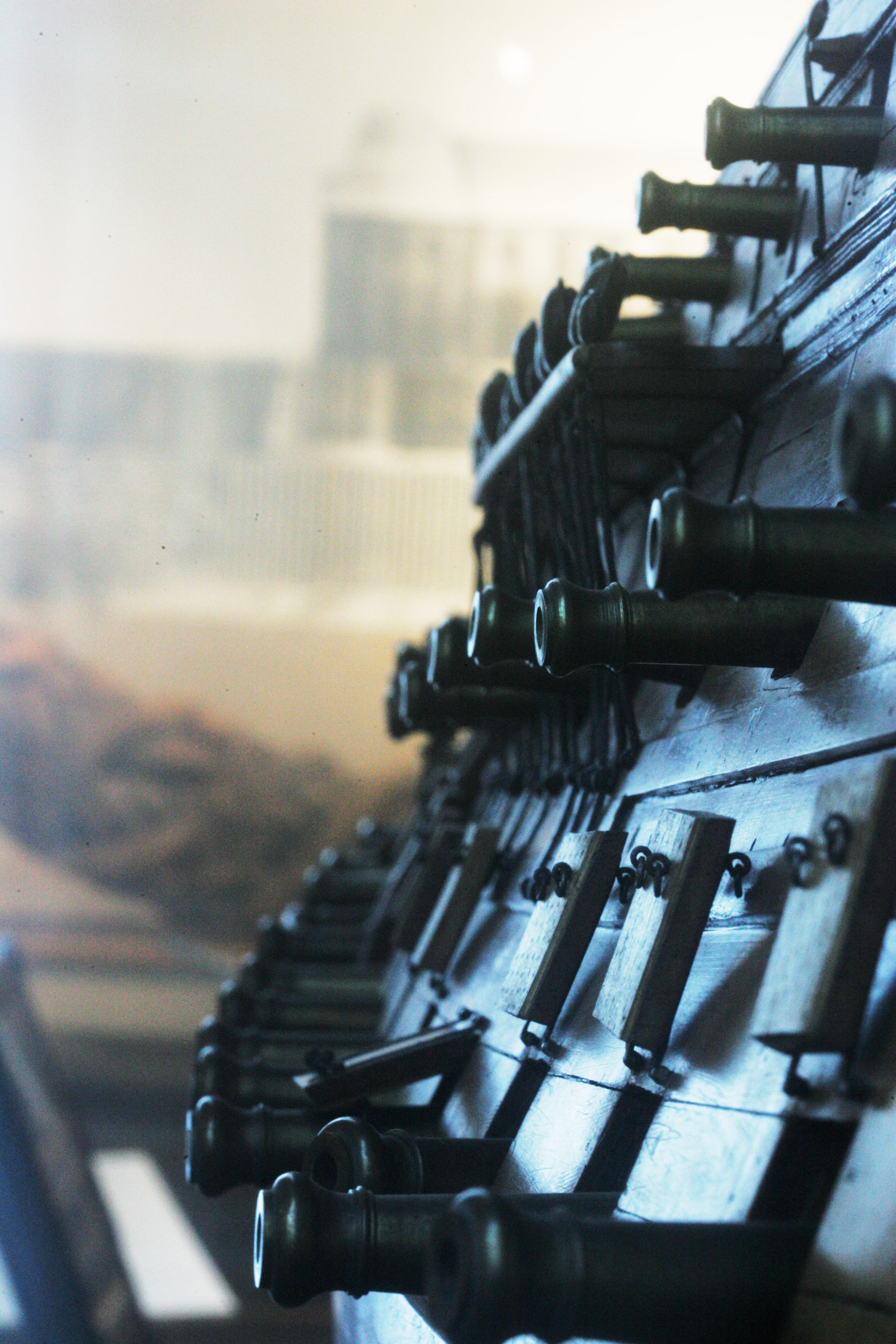
一艘法国74炮风帆战列舰的舷侧炮

舷侧（broadside）是舰船的一侧（船舷、舷部），或者更具体地说是舰船一侧火炮的炮台（舷侧炮、舷侧炮位、全部舷炮），或者是舰船在海战中的协同火力（以舷炮轰击），或者是测量舰船可以同时向单个目标发炮的最大火力（此时称为舷侧齐放、舷炮齐发：因为这种集中射击通常是通过同一舷侧发炮来获得的）。 

## 历史

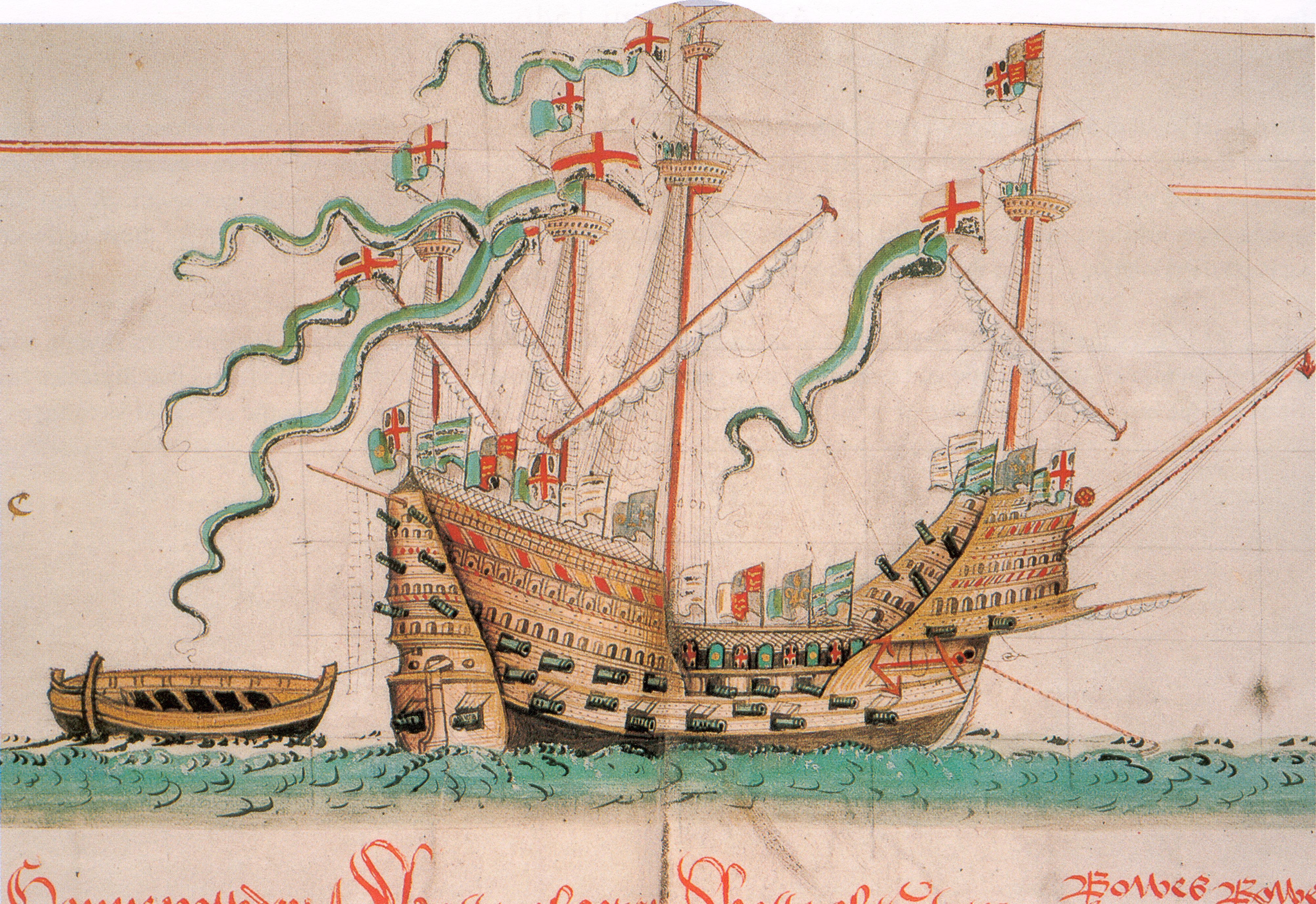
英国军舰“玛丽玫瑰”号，最早的带有舷侧武装的军舰之一；插图来自安东尼·罗尔，约1546年

自古以来，海上战争一直与陆地上的战争相似：使用近身武器、弓箭，但是在浮动的木质平台上而不是战场上进行。尽管引入火器是一个重大的变革，但它只是逐渐改变了船舰间的战斗动态。最早的船舰上的火炮是安装在开放甲板和战斗桅楼上的小型锻铁火炮，通常只需要一两个人来操作。它们旨在在双方登上对方船舰进行近身肉搏战前，伤害、杀死或者仅仅震慑、惊吓敌人。随着火炮的制造变得更加耐用，能够承受更强的火药装药，它们增加了对船舶而不仅仅是船员造成重大破坏的潜力。由于这些火炮比早期的反人员武器要重得多，它们必须放置在船舰更低的位置，并从舷侧开炮孔开火，以避免船舶变得不稳定。在北欧，使用搭接船板建造船舶的技术使得在船体上开口变得困难；搭接船（或者叫搭接式建造）的船舶结构强度主要在外壳上。解决方案是逐渐采用内部骨架结构来承受船舶重量的外板平接式船舶。15世纪从单桅方帆柯克船发展到混合方帆和三角帆的三桅克拉克船，使船舶更加灵活，更容易操纵。
早在1501年，在船体上切割出炮口就已经是一种常见的做法。据传这一创新的发明者是布雷斯特一位名叫狄斯恰斯（Descharges）的造船工程师，但这很可能是对已经使用了几个世纪的商船船尾装货口逐步改造而来。最初，炮眼被用来安装重型的所谓的船尾追击炮，但不久炮眼就被转移到了船身的两侧。这一变化使得历史上第一次有可能对船身一侧所有炮进行协调齐射，至少在理论上是如此。从16世纪到蒸汽船问世的最初几十年，船体的每一侧都有一排排的火炮。在舰船的一侧开炮被称为“舷侧齐发”。
16世纪的战术运用思想下，火炮普遍被认为是在固定位置，并且主要是单独发炮而不是多门协同齐射。直到17世纪90年代，英语中的“broadside”这个词才被用于指从船侧发出的炮火，而不是船侧本身。18世纪军舰的大炮只能在短距离内精确射击。其穿透力平庸，这意味着木制舰船的厚外壳只能在短距离内被穿透。在战斗中，这些木制舰船会越来越靠近彼此，直到舰载火炮能发挥作用。战斗中的任何一艘舰只都试图首先发射舷侧炮弹的，以快速使另一方舰只陷入瘫痪，这往往使一方在战斗中占据决定性的先机。

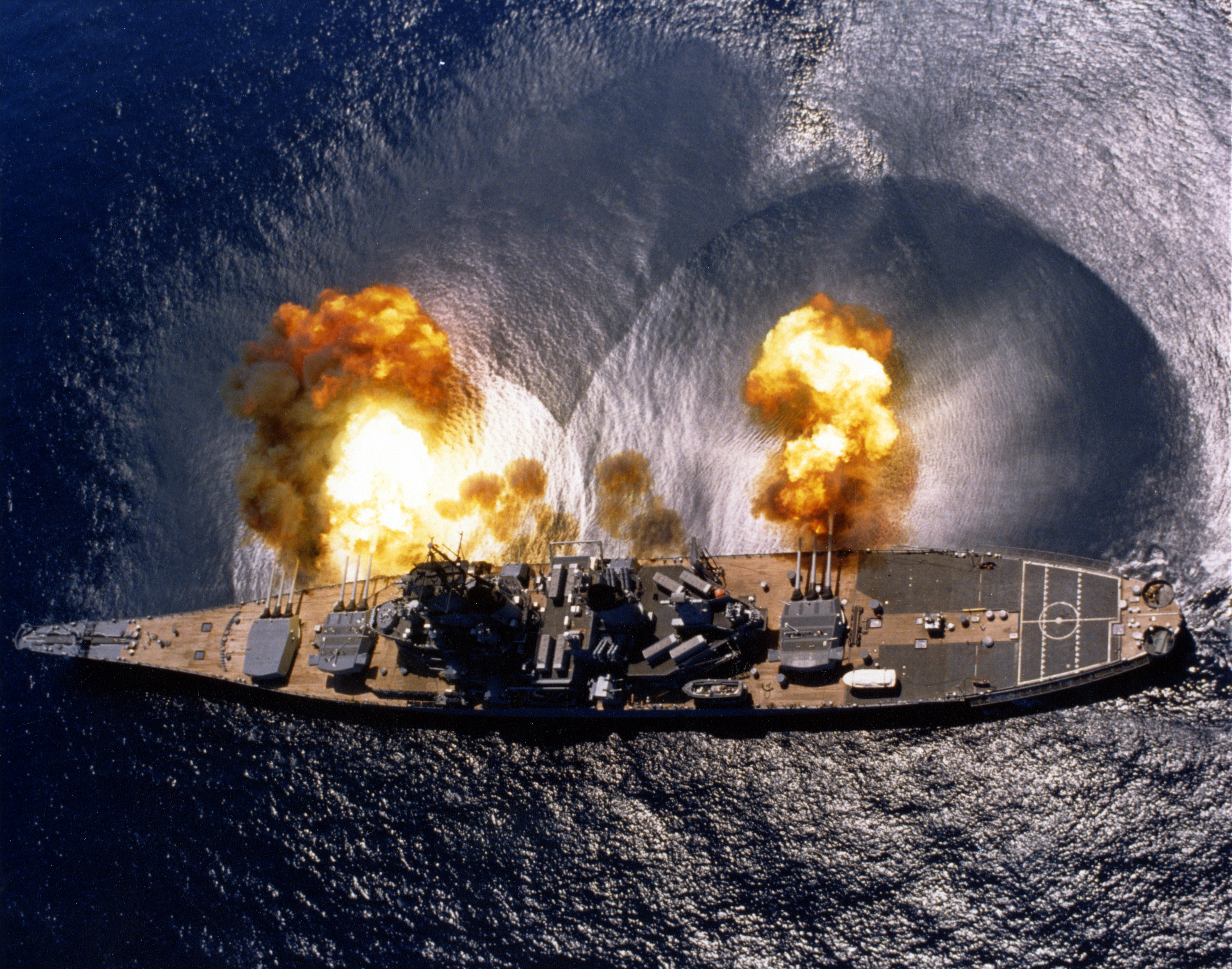
美国海军战列舰“衣阿华”号正在进行舷侧齐发（1984年）。请注意，诸如舰桥之类的中部建筑结构会妨碍所有火炮直接集中在舰体的前部或后部。

## 火力容量的测量

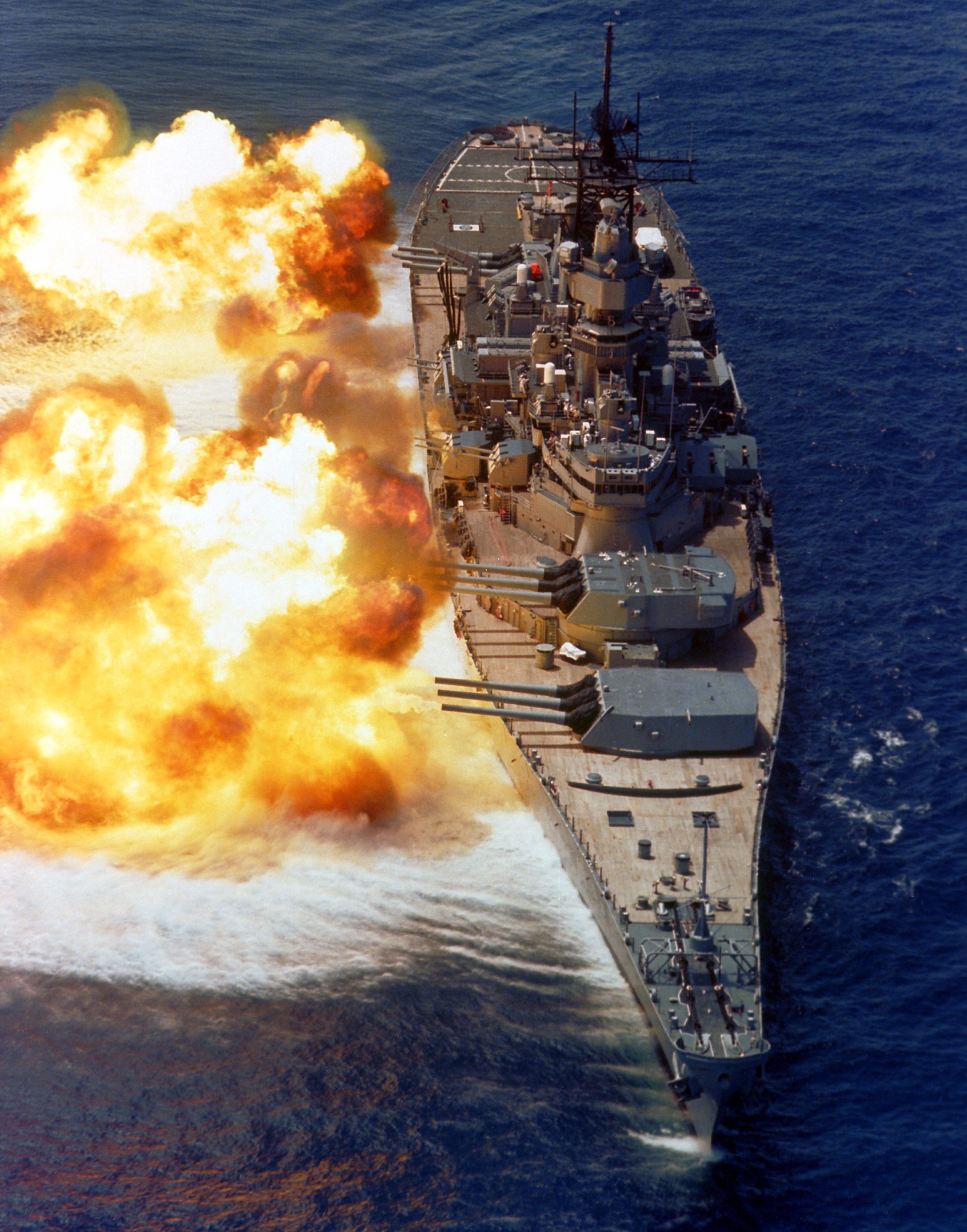
“衣阿华”号战列舰展示的战列舰的火力（1984年）。 炮口爆炸产生的力足以使海面扭曲。

当“broadside”这个术语被用作表述火力时，可以通过将舰只主炮弹药的弹药重量乘以可以发射的弹药数量来计算。如果其中一些炮塔不能向船的任何一侧开火，则只计算可以向一侧或另一侧开火的最大炮弹数。例如，美国衣阿华级战列舰在炮塔中装备了9门16英寸（406）主炮，这些主炮都可以单发或者齐射。每发16英寸的炮弹重2,700磅（1,200），乘以9（所有三座炮塔的总炮管数）等于24,300磅（11,022）。因此，一艘衣阿华级战列舰的舷侧约为12短噸（11公噸），理论上可以在一次齐射中击中目标。

## 脚注

### 引文
1. ↑  袁随善 & 何志刚 (1992)，第239頁.
2. 1 2  孙亦丽 (2014)，第242頁.
3. ↑  何志刚 & 袁随善 (2006)，第1636頁.
4. ↑  《英汉舰船科技词汇》编辑组 (1975)，第86頁.
5. ↑  李昊 (2019)，第118頁.
6. 1 2 3  王同亿 (1986)，第301頁.
7. ↑  何志刚 & 袁随善 (2006)，第1639頁.
8. ↑  《英汉舰船科技词汇》编辑组 (1975)，第674頁.
9. ↑  Rodger（1997年），第205–206页
10. ↑  杨槱 (2020)，第101頁.
11. ↑  杨槱 (2020)，第38頁.
12. ↑  张威 (2011)，第156頁.
13. ↑  Marsden (2003)，第137–142頁.
14. ↑  杨槱 (2020)，第36頁.
15. ↑  Rodger（1997年），第71–72页
16. 1 2  杨冯生 (2021)，第15頁.
17. ↑  Rodger（1997年），第207页
18. ↑  杨幸何 (2014)，第38頁.
19. ↑  Rodger (1996)，第312, 316頁.
20. ↑  Platt (1993)，第18頁.
21. ↑  United States. Department of the Navy. Office of the Chief of Information（1968年），第28页
22. ↑  U.S. Naval Institute (2005)，第34頁.

## 扩展阅读
- George Dorsey, "When a U.S. Battleship Fires a Broadside （页面存档备份，存于）," The New York Times Magazine, 30 December 1917.